# Artabanos II.
Artabanos II., v minulosti rovněž nazývaný Artabanos III. (? – 38 n. l.), byl parthský velkokrál z rodu Arsakovců panující v letech 10/11–38. Podle K. Schippmanna pocházel ze severovýchodního Íránu, pravděpodobně z Hyrkánie, a byl Arsakovcem po matce. Z Tacita vyplývá, že vyrostl u Dahů východně od Kaspického moře, zatímco Flavius Iosephus zasazuje jeho dětství do médské Atropatené.

## Vláda

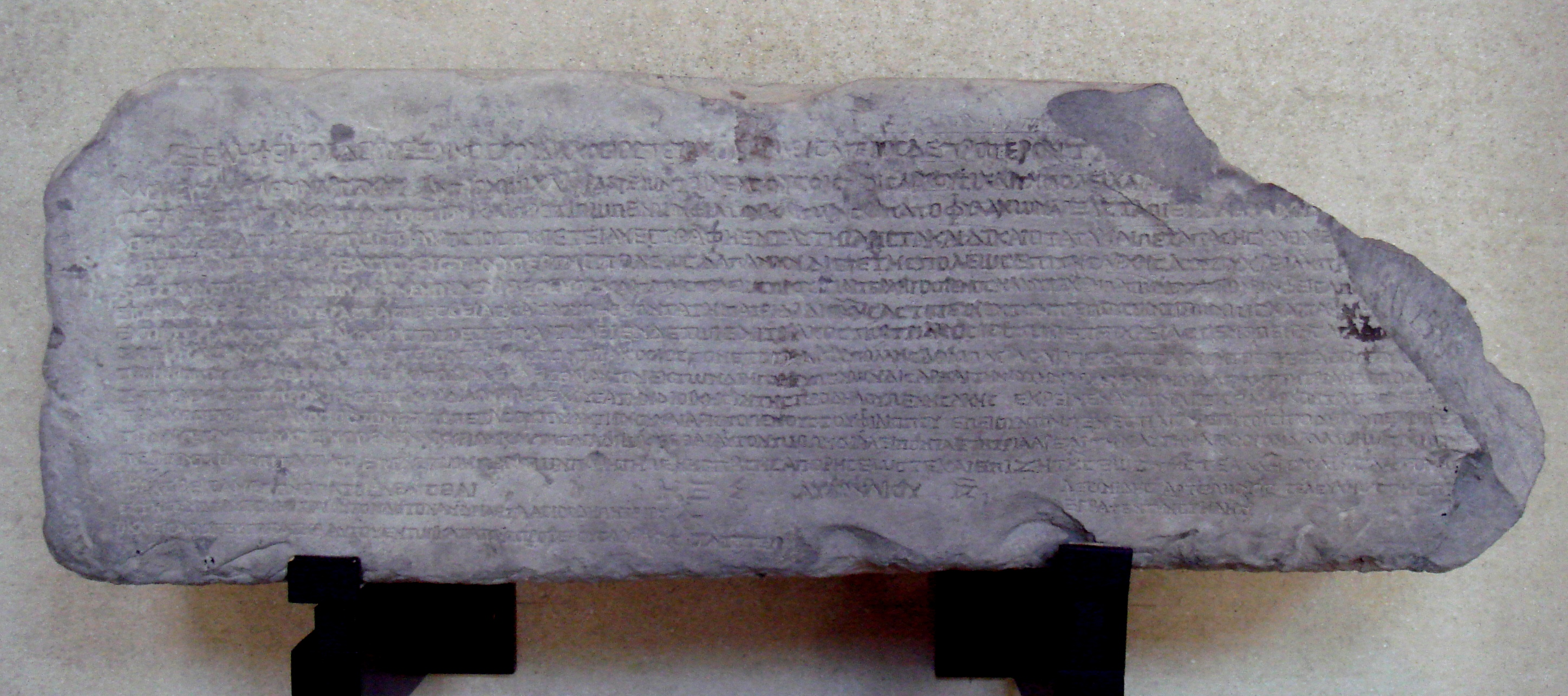
Artabanův řecky psaný dopis archontům Antiochovi a Fraatovi ze Sus

Na trůn dosadila Artabana část parthské šlechty nespokojená s panováním krále Vonóna I. – ten měl v důsledku své latinské výchovy „příliš změkčilé“ způsoby, a navíc byl podporován císařem z Říma. Artabanos byl v nastalé občanské válce nejprve poražen a nucen uprchnout do hor, později se však se silnějším vojskem vrátil a roku 10/11 Vonóna svrhl. Pak se dal v Ktésifóntu korunovat parthským králem. Vonónés našel útočiště v Arménii, kde převzal tamní vakantní královský stolec.
Pro Artabana bylo důležité, že Římané neměli v úmyslu dostat se kvůli Vonónovi do války s Parthy, a když jim velkokrál pohrozil vojenskými kroky, donutili svého chráněnce k odchodu do Sýrie a rezignaci na titul arménského krále. Snahy dosadit na trůn v Artaxatě arsakovského prince, které dával Artabanos najevo, však narazily na odpor císaře Tiberia a na východ byl urychleně vyslán vojevůdce Germanicus, aby tomu zabránil. Novým arménským králem se z vůle Říma stal roku 18 syn pontského krále Zénón, který přijal jméno Artaxés III.
V parthské říši, která se dosud zmítala vnitřními spory, se Artabanovi během relativně krátké doby podařilo nastolit pořádek. Do provincií byli jako správci dosazeni královi synové, aby se zvýšila kontrola centra a byl eliminován vliv lokálních dynastií. Z této doby pochází také jediný královský dokument, který se z arsakovské epochy vůbec zachoval – dopis Artabana II. magistrátu města Sus z prosince roku 21. Král v něm potvrzuje spornou volbu městské samosprávy.
Vztahy s Římem, po celá dvacátá léta mírové, se zkalily roku 35 opět kvůli Arménii, kde zemřel bezdětný Artaxés III. Za nového krále si Artabanos vyhlédl svého prvorozeného syna Arsaka a zřejmě počítal s tím, že starý císař Tiberius nebude chtít riskovat válečný konflikt. Oficiálně se krok zdůvodňoval tím, že Arménie patřila svého času k achaimenovské říši, argument, který později využívali i sásánovští vladaři. Artabanos zjevně přecenil svoje síly, neboť nečekal, že část parthské šlechty vstoupí do kontaktu s Tiberiem a ten vyšle na východ vnuka Fraata IV. Tiridata a na arménský trůn nominuje bratra iberského krále Mithridata.
Ve válce, jež následovala, dobyli Iberové Arménii, parthské vojsko bylo při pokusu o protiofenzívu poraženo a k Eufratu dorazil syrský místodržitel Lucius Vitellius, takže šance obnovit status quo byly minimální. Artabanos se stáhl do Hyrkánie a musel přihlížet, jak je jeho soupeř Tiridatés korunován parthským králem. Jeho pozici nakonec zachránily stejné faktory, které mu umožnily vzestup – Tiridatova římská výchova. Parthové ho již po několika měsících prosili, aby opět převzal vládu, a Tiridata vypudili do Sýrie. V roce 37 se Artabanos sešel na Eufratu s Vitelliem, a poté, co rezignoval na vměšování do arménských záležitostí, byla Římem uznána jeho panovnická suverenita.
Zbylých pár měsíců, které Artabanos II. strávil na parthském trůně, stálo ve znamení vzpoury měšťanů v Seleukii nad Tigridem a pokusu jistého Cinnama o uzurpaci. I tyto dramatické okamžiky se králi podařilo ustát, navzdory tomu, že Seleukii zpacifikoval až jeho syn a nástupce Vardanés.